# روما ويلكينسون
روما ويلكينسون (بالإنجليزية: Roma Wilkinson)‏ هي كاتبة غنائية وملحنة أمريكية، (و. 1918 – 2013 م).